# Nektariusz (patriarcha Konstantynopola)
Nektariusz (zm. 17 września 397) – arcybiskup Konstantynopola w latach 381–397.  

## Życiorys
Był następcą Grzegorza z Nazjanzu. Urząd arcybiskupa Konstantynopola sprawował od czerwca 381 r. do śmierci. Przewodniczył końcowym obradom soboru konstantynopolitańskiego I, który został uznany za II sobór powszechny. Jest uznany za świętego, jego wspomnienie jest 17 września. 